# Fruška gora
De Fruška gora ( Servisch: Фрушка гора ) is een laaggebergte in het noorden van de historische regio Syrmië, dat grotendeels in Servië ligt. Een kleiner deel ligt op Kroatisch grondgebied. Het gebergte loopt parallel aan de Donau. De hoogste berg, de Crveni Čot is 539 m hoog, het is een inselberg. Het Servische deel van de Fruška gora heeft gedeeltelijk de status van nationaal park. Dit Nationaal park Fruška Gora werd in 1960 ingesteld.
De Fruška gora wordt door orthodoxe gelovigen als de derde heilige berg van de wereld beschouwd, na de Sinaïberg en de berg Athos. In de Fruška gora bevindt zich een groot aantal Servisch-orthodoxe kloosters. In de architectuur daarvan worden de kenmerken van de Byzantijnse stijl en de barok met elkaar verenigd. In de kloosters zijn er belangrijke bibliotheken en fresco's.
Kloosters in de Fruška gora
- Beočin
- Bešenovo
- Divša
- Grgeteg
- Jazak
- Krušedol
- Kuveždin
- Mala Remeta
- Novo Hopovo
- Petkovica
- Privina Glava
- Rakovac
- Šišatovac
- Staro Hopovo
- Velika Remeta
- Vrdnik-Ravanica

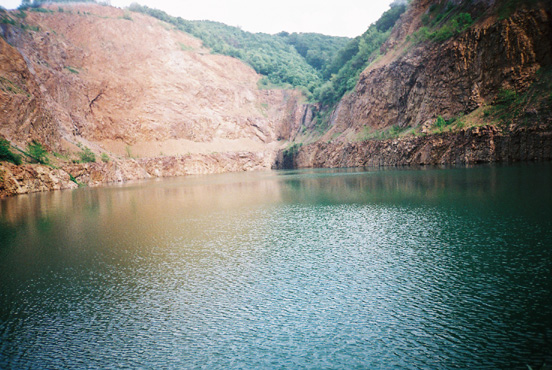
meer van Ledinci
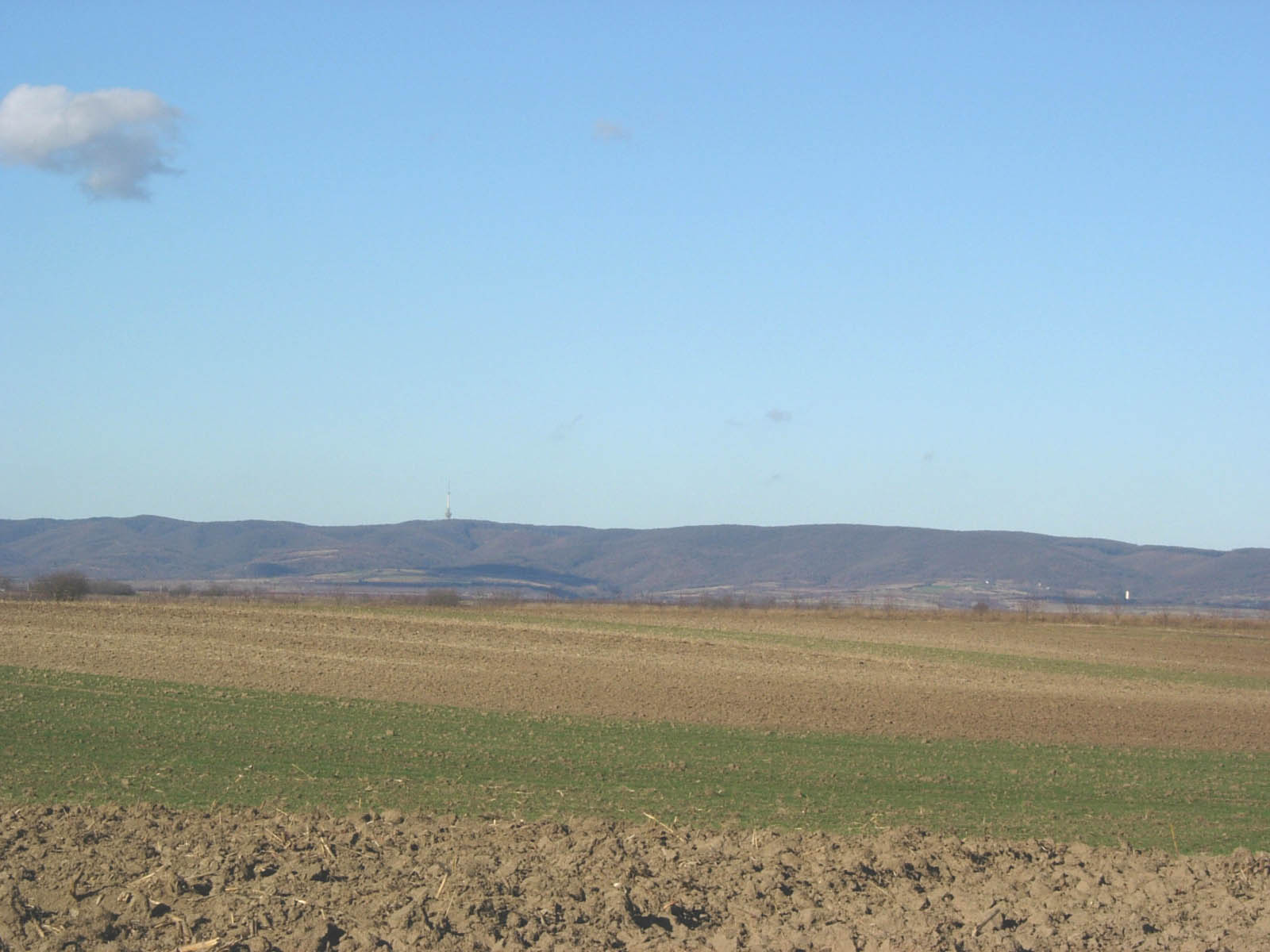
de Fruška gora uit het zuiden